# JR West série 321
La série 321 (321系電車, 321 Keidensha) est un type de rame automotrice japonaise à courant continu exploitée par la West Japan Railway Company (JR West) et apparue en fin d'année 2005,et exploitée essentiellement sur les lignes du Keihanshin, aux alentours d'Ōsaka, dans la région du Kansai au Japon.

## Définition
La série 321 a été développée à la suite de la série 207, afin d'amorcer le retrait des trains Series 201 et 205 sur la ligne Tōkaidō. Une rame de la série 321  a remplacé une rame de la série 207 (rame Z16) réformée prématurément en raison de la collision survenue lors de l'accident ferroviaire d'Amagasaki, le 25 avril 2005.
Elles sont exploitées surtout sur les lignes a très forte affluence dans la banlieue entre Kyōto et Ōsaka. Le nom des formations commence par """D"""(D1 à D39)
Pour la JR West, la série 207 a été fabriquée en tant que nouveau train de banlieue de 1991 à 2003 avec des améliorations répétées durant sa production, mais environ 15 ans se sont écoulés depuis son introduction, et cela ne suffit plus pour répondre aux changements des conditions sociales et aux progrès technologique. Par conséquent, afin de remplacer les séries 201 et 205 pour les trains à desserte locale (au contraire des Rapid Service), qui sont visiblement obsolètes, la conception a été complètement revue et cette série 321 a été développée.
La série bénéficie des résultats obtenus grâce à 15 ans de développement technologique et d'exploitation au sein de la JR West, tels que la commande d'unité de bogie de marche / freinage, le système de transmission embarqué utilisant Ethernet, le soudage au laser des structures latérales. Compte tenu de la réduction des coûts et du raccourcissement de la période de construction désirée (les Serie 207, elles, sont produites sur 15 ans et représentent 131 formations dont une majorité à 3 voitures), l'unification de l'assemblage et de la post-installation pour chaque élément et la conception commune à tous les véhicules sont prévues.

## Caractéristiques

### Extérieur
La carrosserie de la voiture a une structure soudée continue en acier inoxydable norme SUS304. C'est une carrosserie d'une largeur de 2950 mm qui dispose de quatre portes passagers par côté de chaque voiture.
Par rapport à la série 207, la hauteur du plancher a été abaissée de 30 mm et la hauteur du toit a été abaissée de 70 mm pour le rendre sans obstacle et abaisser le centre de gravité de la rame.
Le design du nez de la voiture de tête suit l'image de la série 207, avec, par exemple, la décoration triangulaire en bas et la finition bleu foncé (noire au moment de la planification) à l'avant, mais avec l'ajout de phares antibrouillard, un dispositif d' obstruction (jupe) est installé sous la carrosserie, un nouveau modèle avec une résistance encore plus élevée que le type renforcé de la série 207 .
L'indicateur de destination (Girouette) à l'extérieur du véhicule est une combinaison d'une girouette de type papier sur rouleaux présente depuis la série 221 et d'un indicateur de destination de type diode électroluminescente (LED) .Les numéros de voiture, qui ont été omis dans la série 207, sont présents.
Dans le plan de pré-fabrication, il a été annoncé que l'extérieur aurait une bande bleu foncé sous les fenêtres comme l'ancienne série 207 et que l'avant aurait une finition noire, mais quand ce fut terminé, la couleur a été remplacée par une palette de couleurs bleu foncé et orange, et la façade a été modifiée pour une finition bleu foncé, et une bande bleu foncé qui n'était pas initialement prévue a été ajoutée au niveau des fenêtres (en travers). Afin d'améliorer l'efficacité du travail lors du remplacement de la palette de couleurs de la flotte JR West, toutes les unités des séries 207 existantes utilisées dans l'exploitation commerciale après l'achèvement de cette nouvelle livrée ont été modifiées pour adopter la même livrée.

### Intérieur
En ce qui concerne la palette de couleurs à l'intérieur des voitures, la série 207 avait une paroi intérieure ivoire et un sol beige, tandis que cette série 321 adopterait une paroi intérieure gris clair et un sol gris foncé. La structure des mains courantes a également été grandement simplifiée pour réduire les coûts et unifier l'intérieur.
Des sièges longitudinaux sont installés sur toutes les voitures favorisant la capacité du train.
Pour la première fois dans le type de navette / banlieue de JR West, un total de 12 écrans à cristaux liquides SXGA de résolution de 19 pouces ont été installés sur chaque véhicule installé au plafond entre les portes dans une direction perpendiculaire au siège (parallèle aux traverses). À partir de 2008, contrairement à la série E231 -500 introduite par East Japan Railway Company (JR East) sur la ligne Yamanote, il n'y a pas d'affichage des escaliers ou des positions des escaliers mécaniques aux arrêts (notez que la ligne M14 à Paris possède ce dispositif depuis 2020). Le nom de la station a été affiché en anglais en plus du japonais depuis le début, mais après l'introduction de la série 323 sur la ligne de boucle d'Osaka à partir du 24 décembre 2016, le logiciel a également été modifié dans cette série, avec l'ajout du chinois et coréen, avec en plus l'affichage de la position des escaliers mécaniques aux stations.

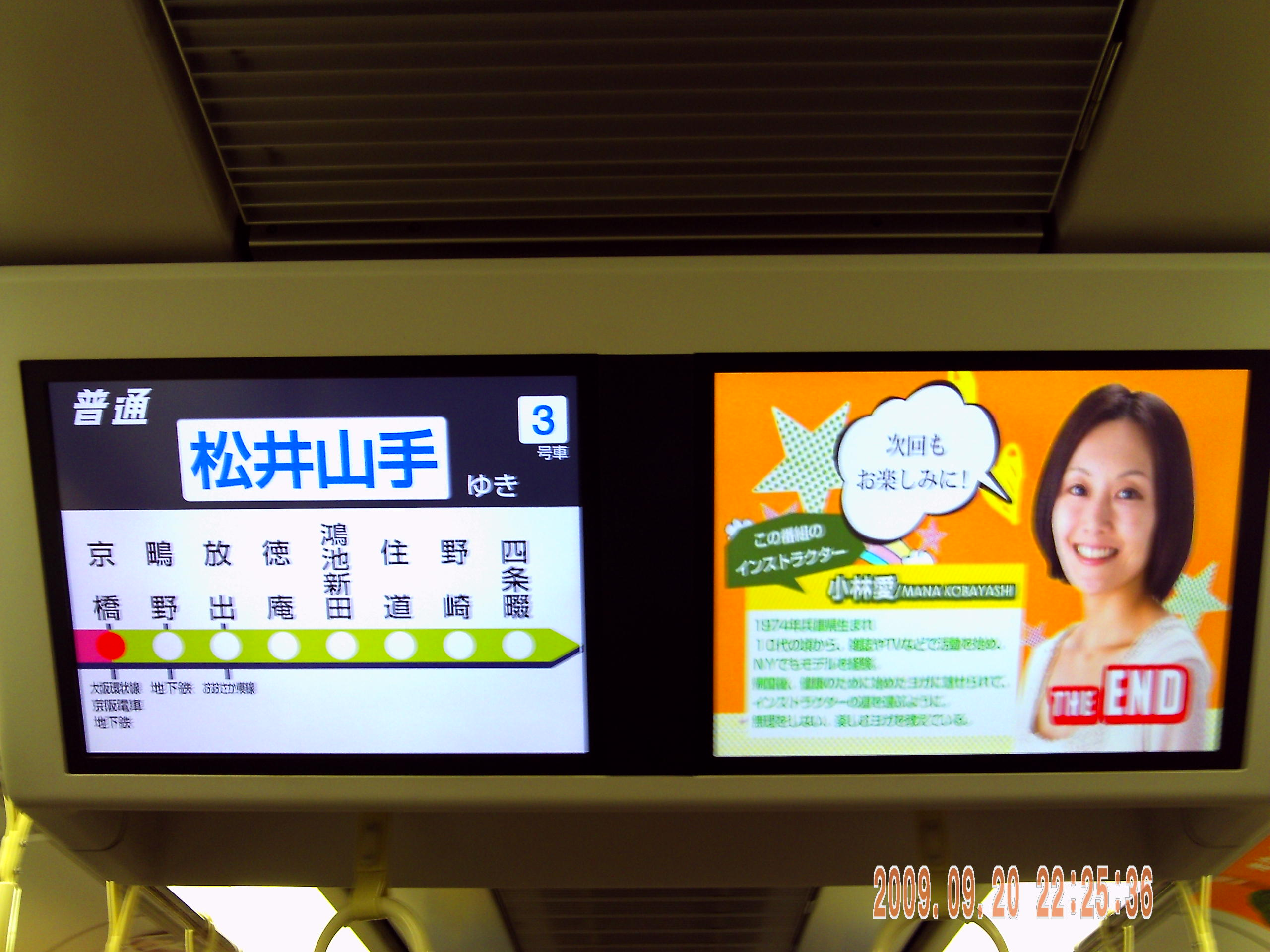
Système d'information voyageurs

### Technique
La structure de chaque voiture est normalisée autant que possible dans le but de réduire les coûts et de changer facilement de type de voiture lors de la construction. Il y a deux espaces de montage de pantographe pour tous les modèles, et le châssis est également conçu pour tous les modèles, de sorte que tout modèle de véhicule peut être équipé d'un dispositif de commande de véhicule, d'un compresseur d'air et d'une batterie d'accumulateurs.Cela laisse le choix du type motrice desiré au moment de l'arrivée du chassis nu en usine.
La Serie 321 est (après la Serie 125 peu nombreuse) le premier modèle de trains suburbain a appliquer le principe "systeme 0.5M. ..toutes les voitures sont motrices(excepté une).Chaque caisse possède un bogie moteur et un bogie porteur.
En introduisant ce "système 0,5 M" , le poids de chaque voiture dans la formation est égalisé et la force de traction est répartie pour supprimer l'impulsion entre les véhicules, assurer la redondance et améliorer le degré de liberté de composition de la formation lors des phases de maintenance.
La vitesse maximale est de 120 km/h, et elle peut être améliorée à 130 km/h en modifiant les bogies et les freins.
Le format interne du dispositif de commande de véhicule est le WPC15, qui a été fabriqué par quatre sociétés : Mitsubishi Electric, Hitachi, Toshiba et Toyo Denki,.
Le circuit principal est équipé d'un onduleur VVVF de configuration 1C2M qui contrôle deux moteurs électriques (par bogie) avec un onduleur PWM à 2 niveaux de tension utilisant l' IGBT et prend en charge le contrôle vectoriel sans capteur de vitesse. L'alimentation auxiliaire utilise également un onduleur PWM à 2 niveaux de tension qui utilise des IGBT et, en contrôlant le CVCF, elle produit un courant alternatif triphasé 440V 60 Hz et obtient une capacité nominale de 75 kVA. En fonctionnant en parallèle avec l'alimentation auxiliaire des autres voitures, il est conçu pour réduire le travail de chaque voiture et assurer la redondance dans toute la formation en cas de panne . De plus, le nombre d'éléments semi-conducteurs est réduit par rapport à la commande 1C1M de la série 223.
Le moteur de traction est un moteur à induction triphasé à cage d'écureuil auto-ventilé WMT106, qui omet le capteur de vitesse en adoptant le contrôle vectoriel sans capteur, et en utilisant cet espace, la quantité de circuit magnétique est augmentée et la puissance nominale de 270 kW.
La transmission est une Westinghouse Natal standard JR West , et le rapport de démultiplication est de 15:98 (1: 6,53), qui est le même sur les types suburbain.
Le pantographe est le WPS27D, qui est un pantographe en diamant standard à la JR West.

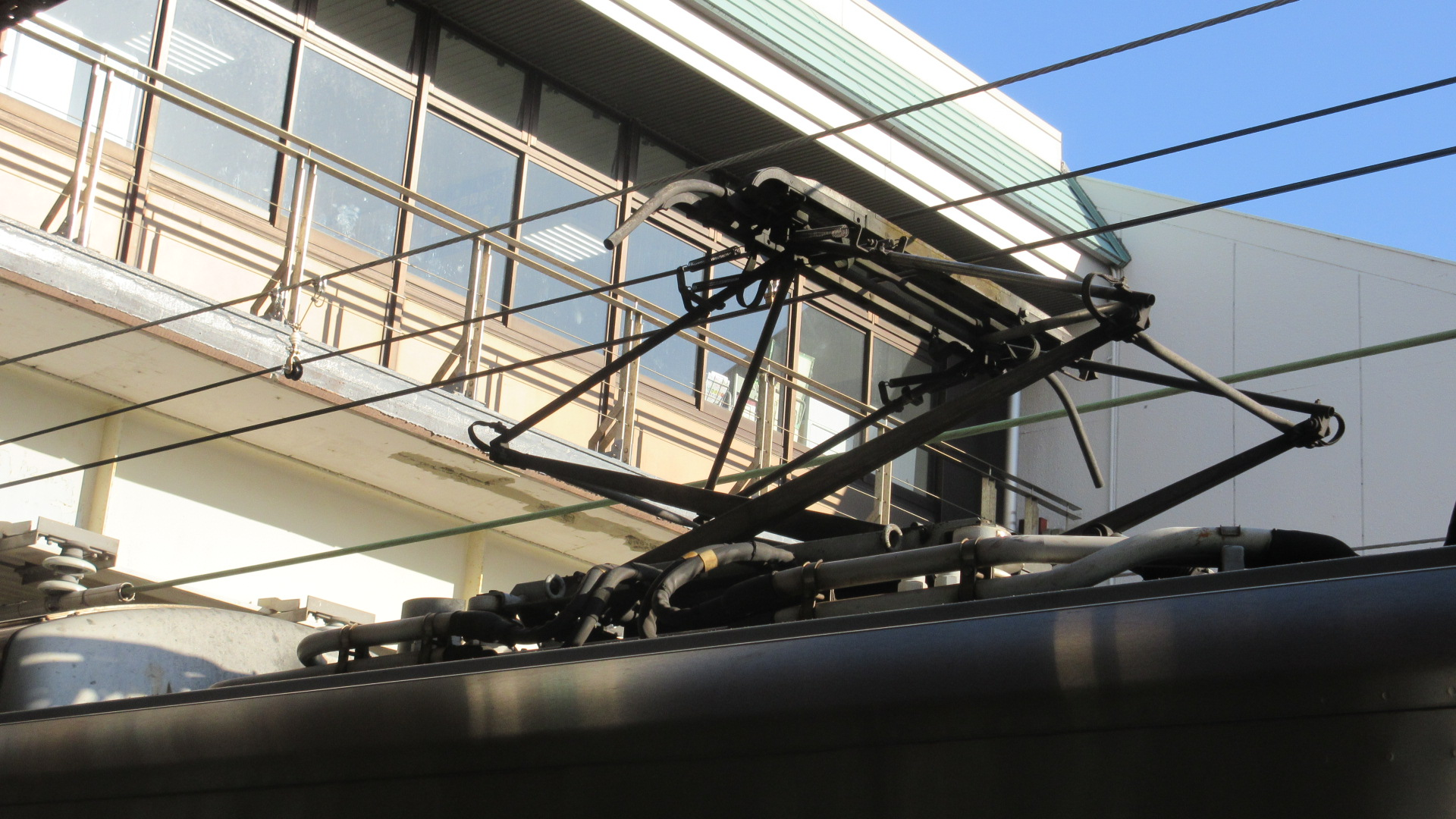
Pantographe WPS27D

## Exploitation
- Ligne Tokaido et Ligne Sanyo : Yasu (Shiga)-Kakogawa[9]
- Ligne Fukuchiyama : Osaka-Takarazuka-Sasayamaguchi
- Ligne JR Tozai et Ligne Katamachi : Amagasaki-Kizu[10]
- Ligne Osaka Higashi et Ligne Kansai (Ligne Yamatoji) : Kizu-Nara, Nara-Kyûhôji-Hanaten

## Formation
|              | ← Nishi Akashi / Shin Sanda Kyoto / Kizu → |           |          |          |           |          |            |  |
|              |                                            |           |          |          |           |          |            |  |
|              |                                            |           |          |          |           |          |            |  |
|              |                                            |           |          |          |           |          |            |  |
|              |                                            |           |          |          |           |          |            |  |
| Voiture No.  | 1                                          | <> 2 <>   | 3        | 4        | <> 5 ♀ <> | 6        | <> 7 <>    |  |
| Designation  | M'c                                        | M         | T        | M'       | M         | M'       | Mc         |  |
| Numerotation | KuMoHa 320                                 | MoHa 321  | SaHa 321 | MoHa 320 | MoHa 321  | MoHa 320 | KuMoHa 321 |  |
| Capacité     | 142                                        | 156       | 156      | 156      | 156       | 156      | 142        |  |
| Poids        | 35.1 t                                     | 34.1 t    | 27.3 t   | 33.3 t   | 34.1 t    | 33.3 t   | 35.6 t     |  |
| Equipement   | SIV, VVVF                                  | VVVF, SIV | CP       | CP       | SIV       | VVVF     | VVVF, CP   |  |

KuMoHa321 et MoHa321 ont chacune 2 pantographes.

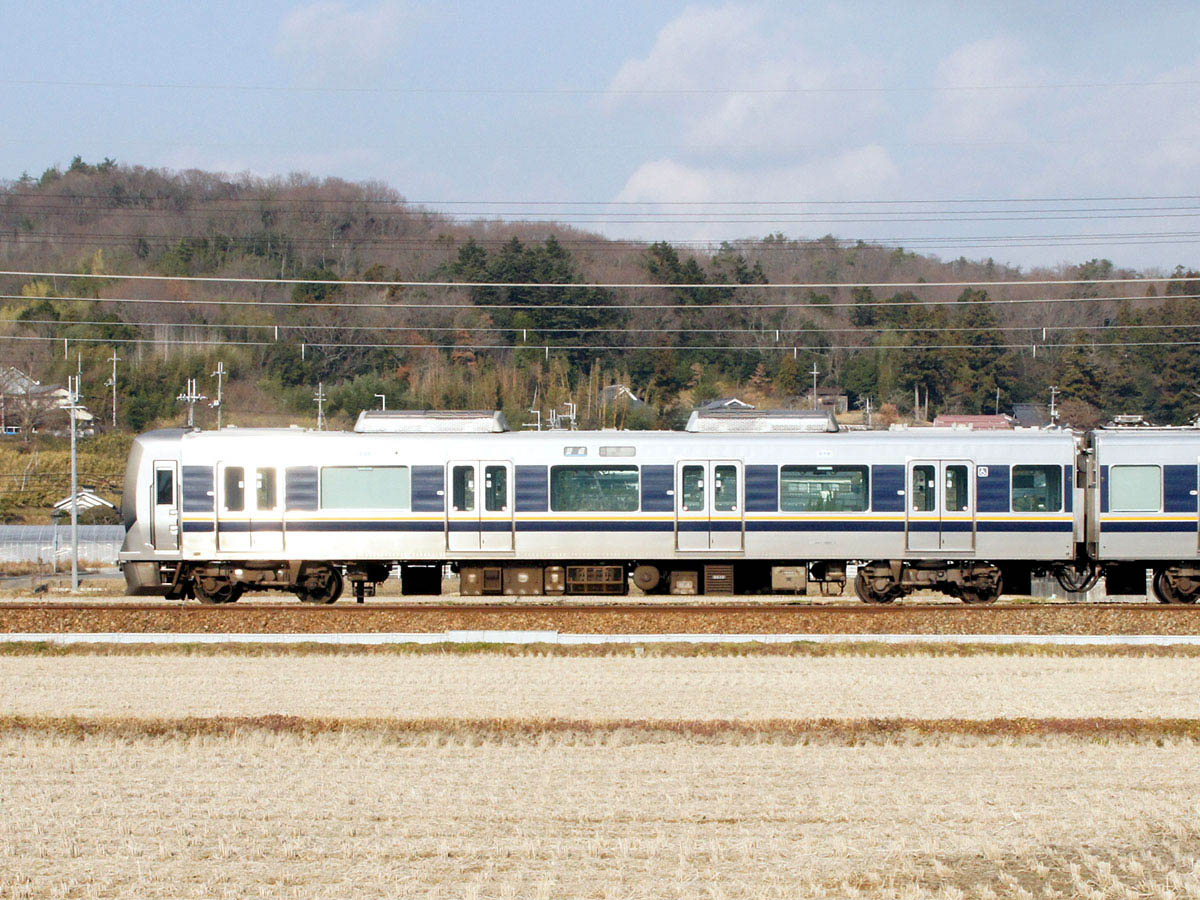
KuMoha320
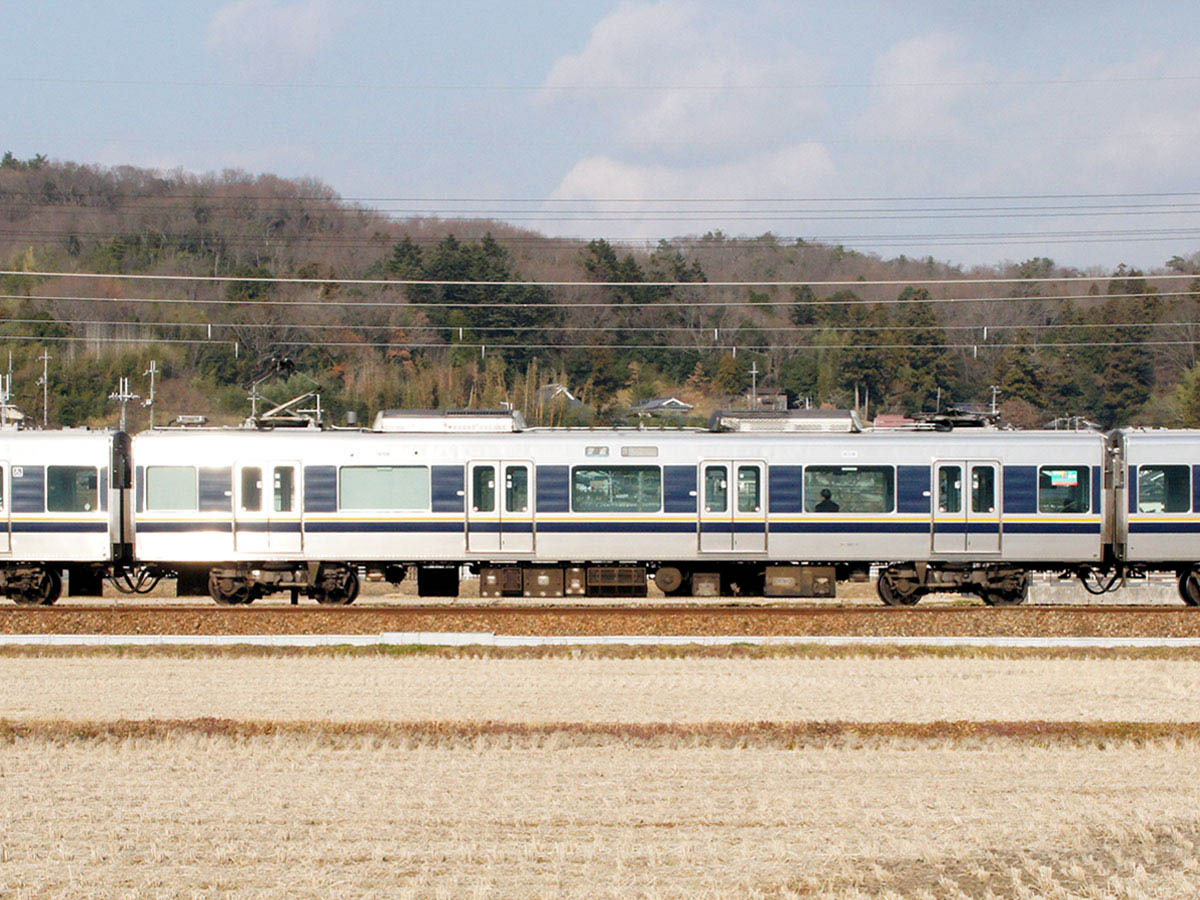
MoHa 321
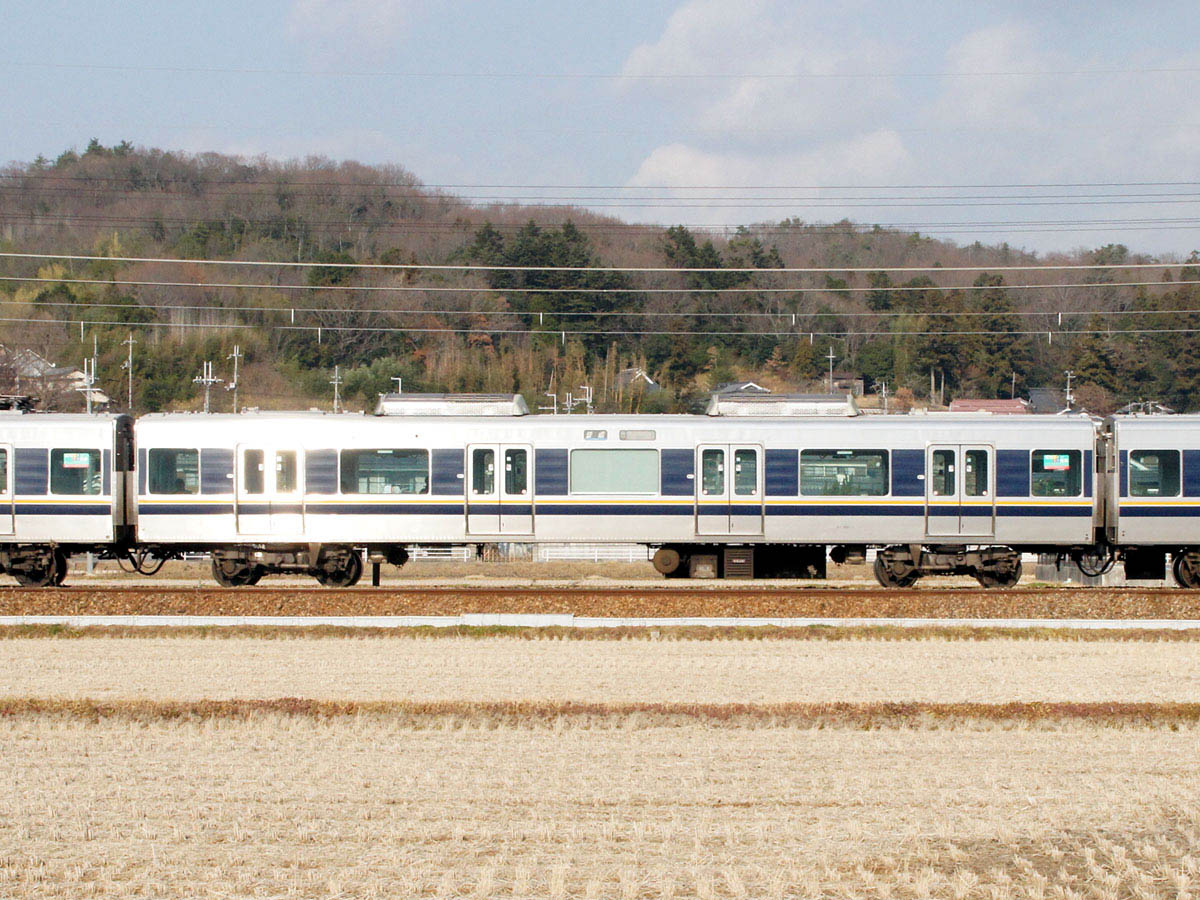
SaHa 321
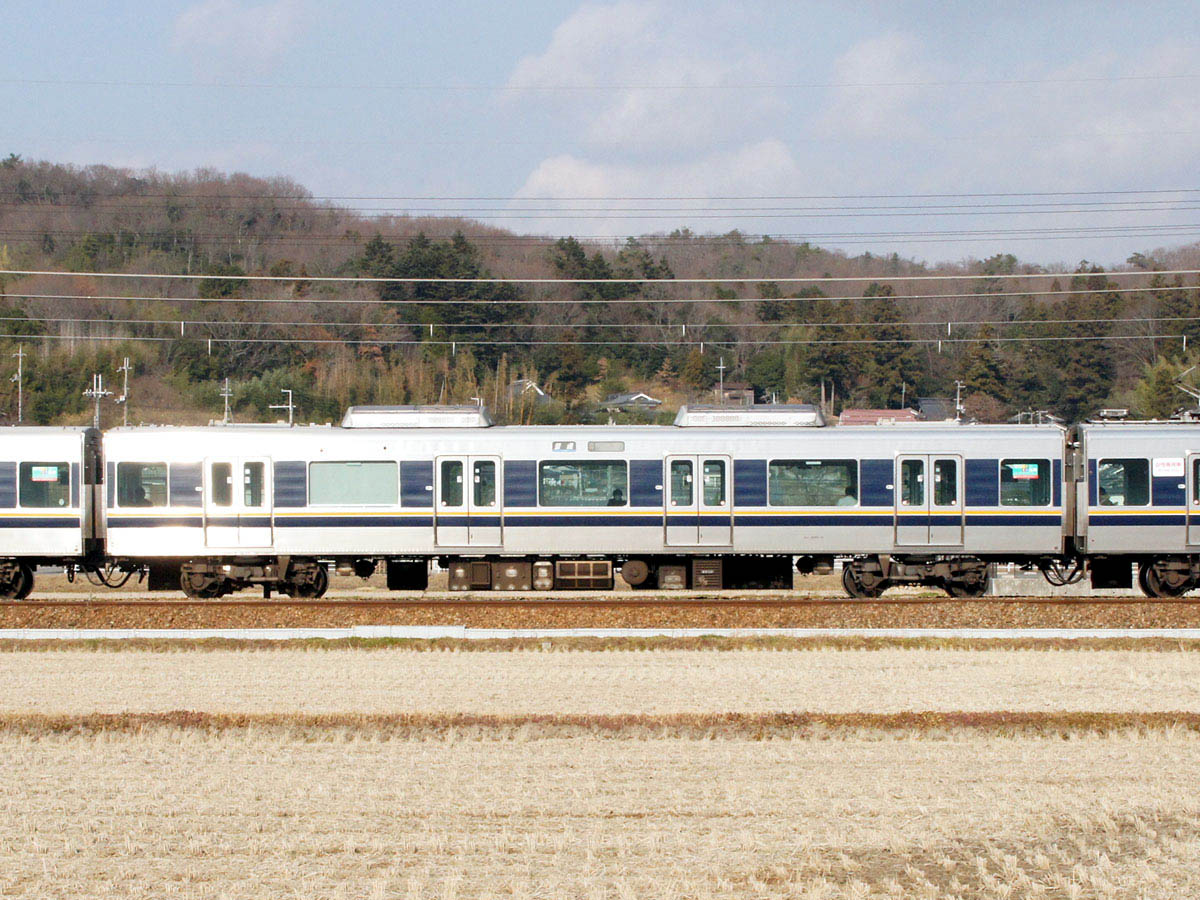
MoHa 320
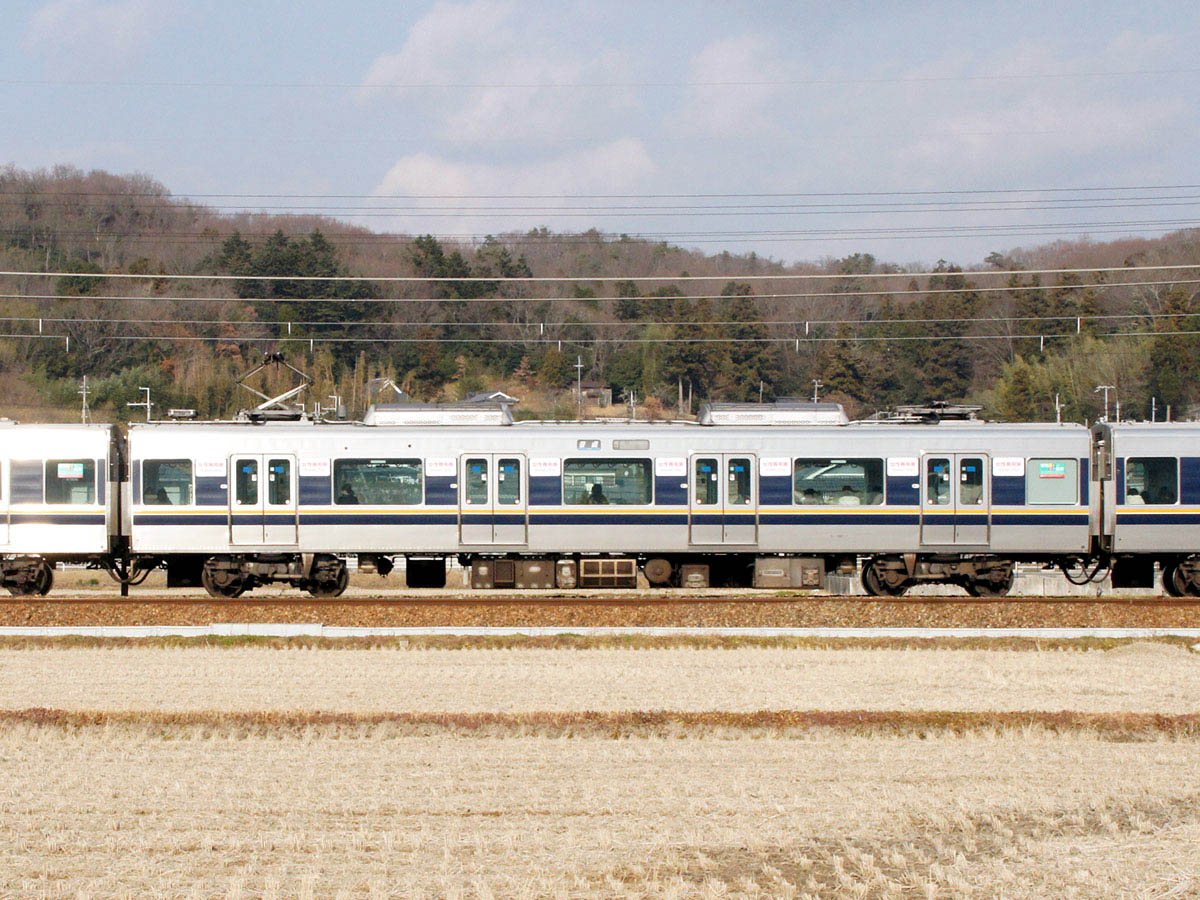
MoHa 321
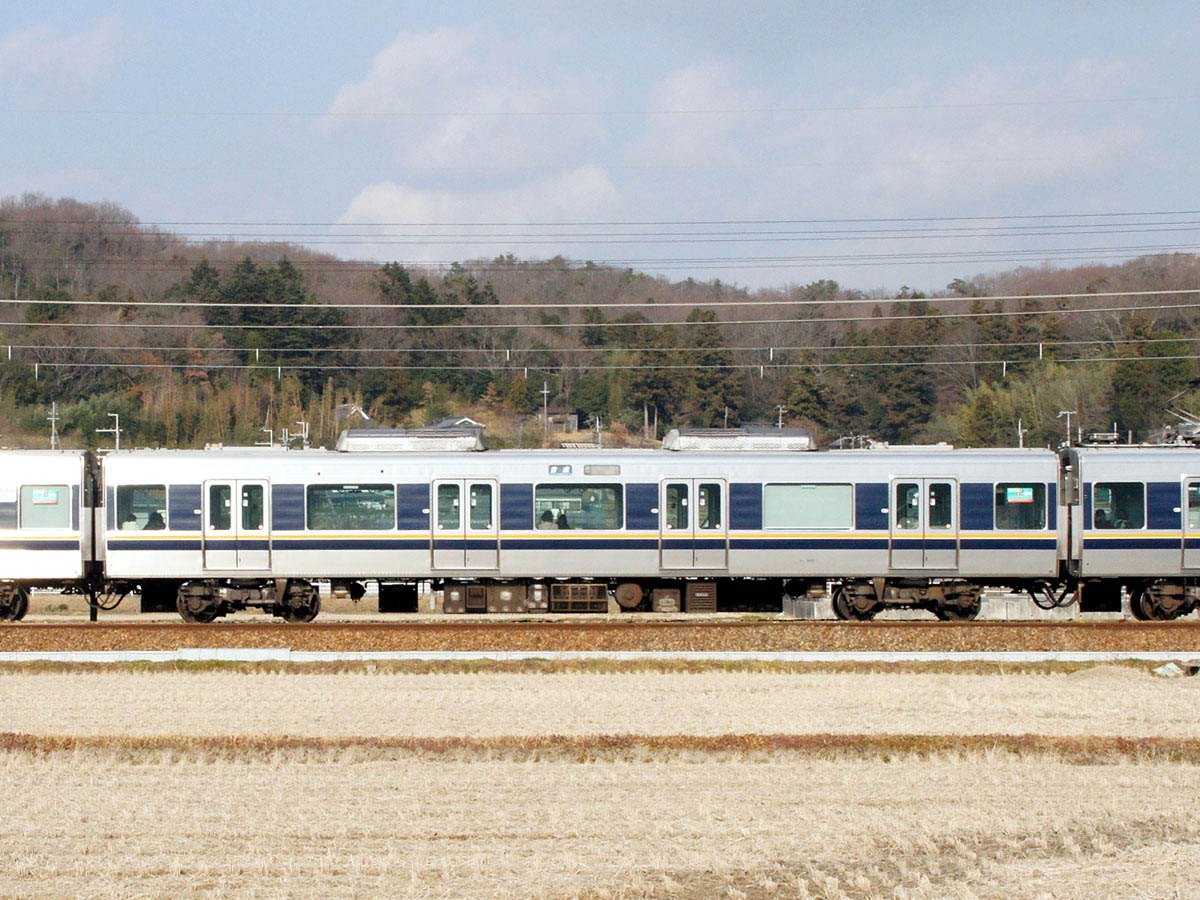
MoHa 320
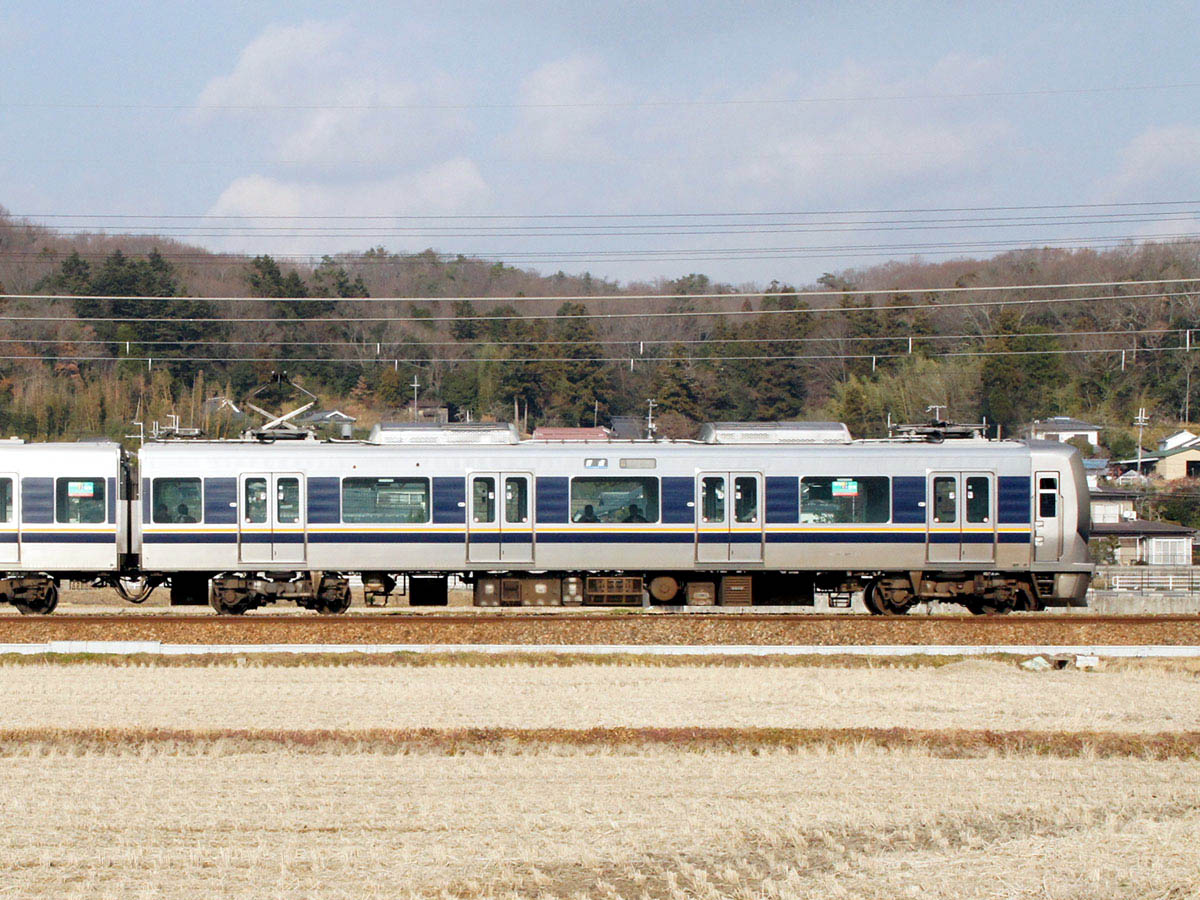
KuMoHa 321

### Information
- MoHa ou Moha (モハ) →Motrice sans cabine
- SaHa ou Saha (サハ) →Remorque sans cabine
- KuHa ou Kuha (クハ) →Remorque avec cabine
- KuMoHa ou Kumoha (クモハ) →Motrice avec cabine
- VVVF: Dispositif de contrôle du véhicule,
- SIV : Alimentation auxiliaire (onduleur statique)
- CP: Compresseur d'air,
- ♀: Véhicule réservé aux femmes

<, > ou <> : pantographe

## Modélisme
La série 321 est reproduite à l'échelle N par Kato.

## Galerie photos

### Extérieur

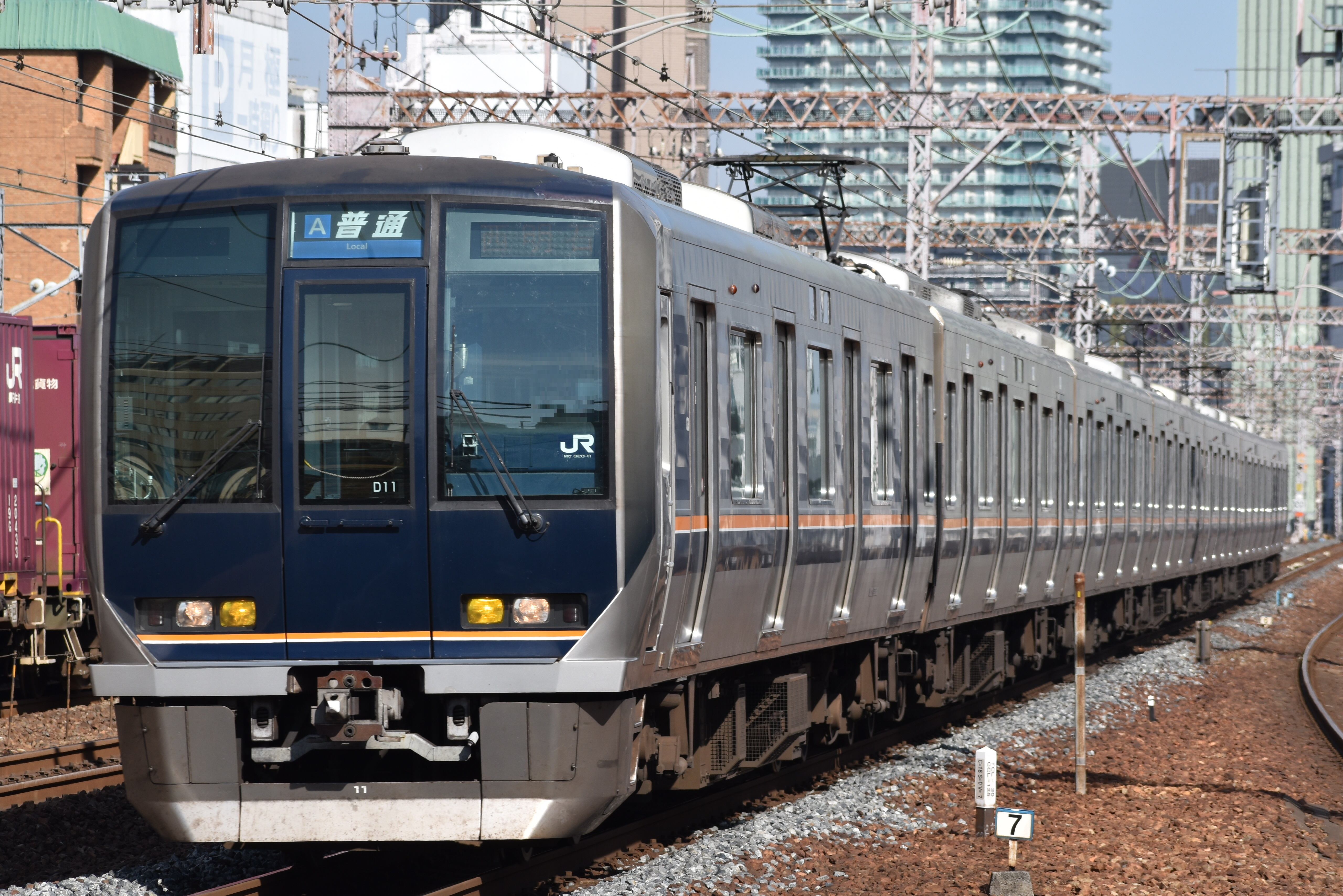
Rame D11 sur la ligne Kobe
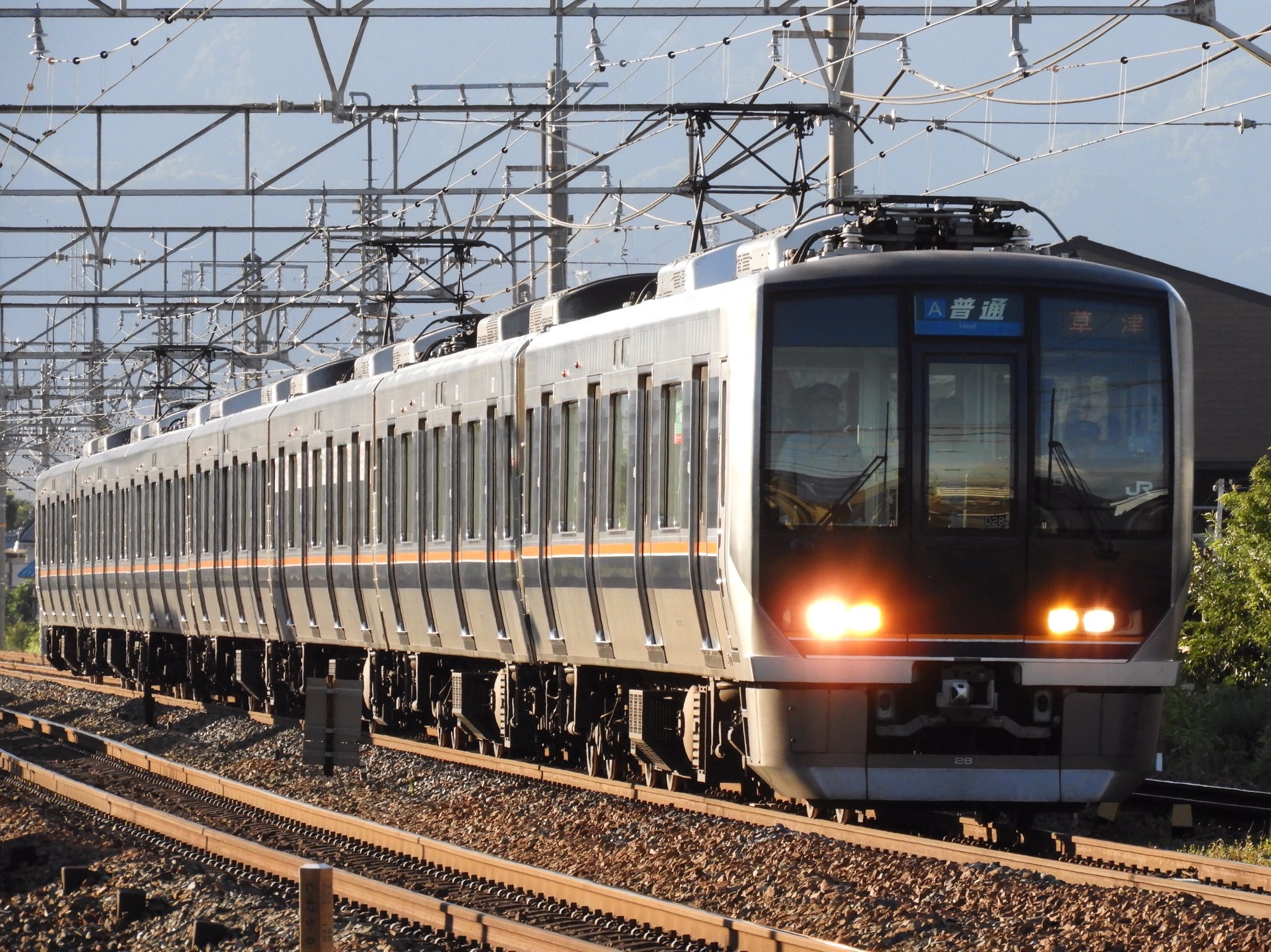
Rame D28 Service Local sur la ligne Biwako
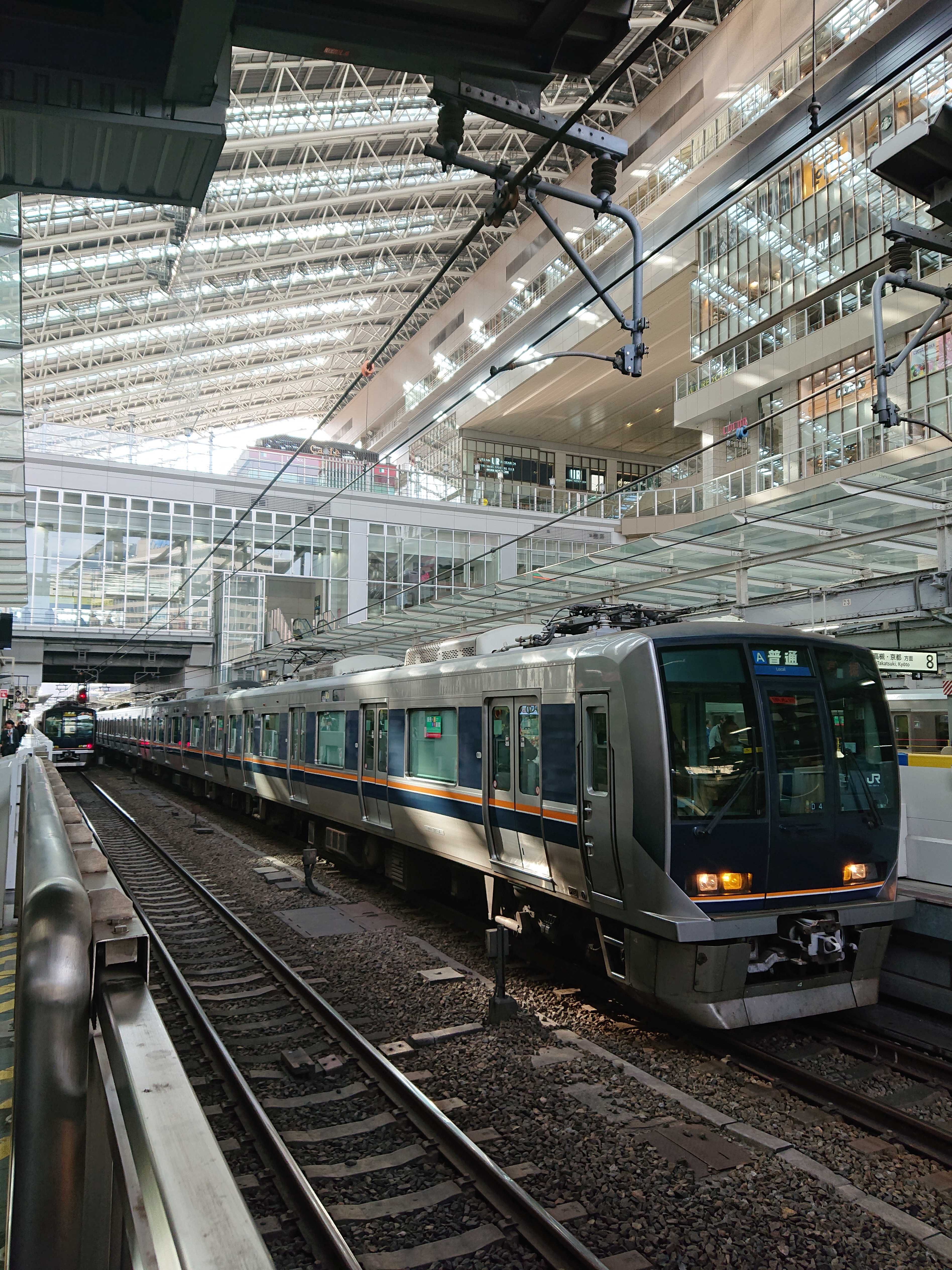
Un service Local vers Kobe en gare d'Osaka
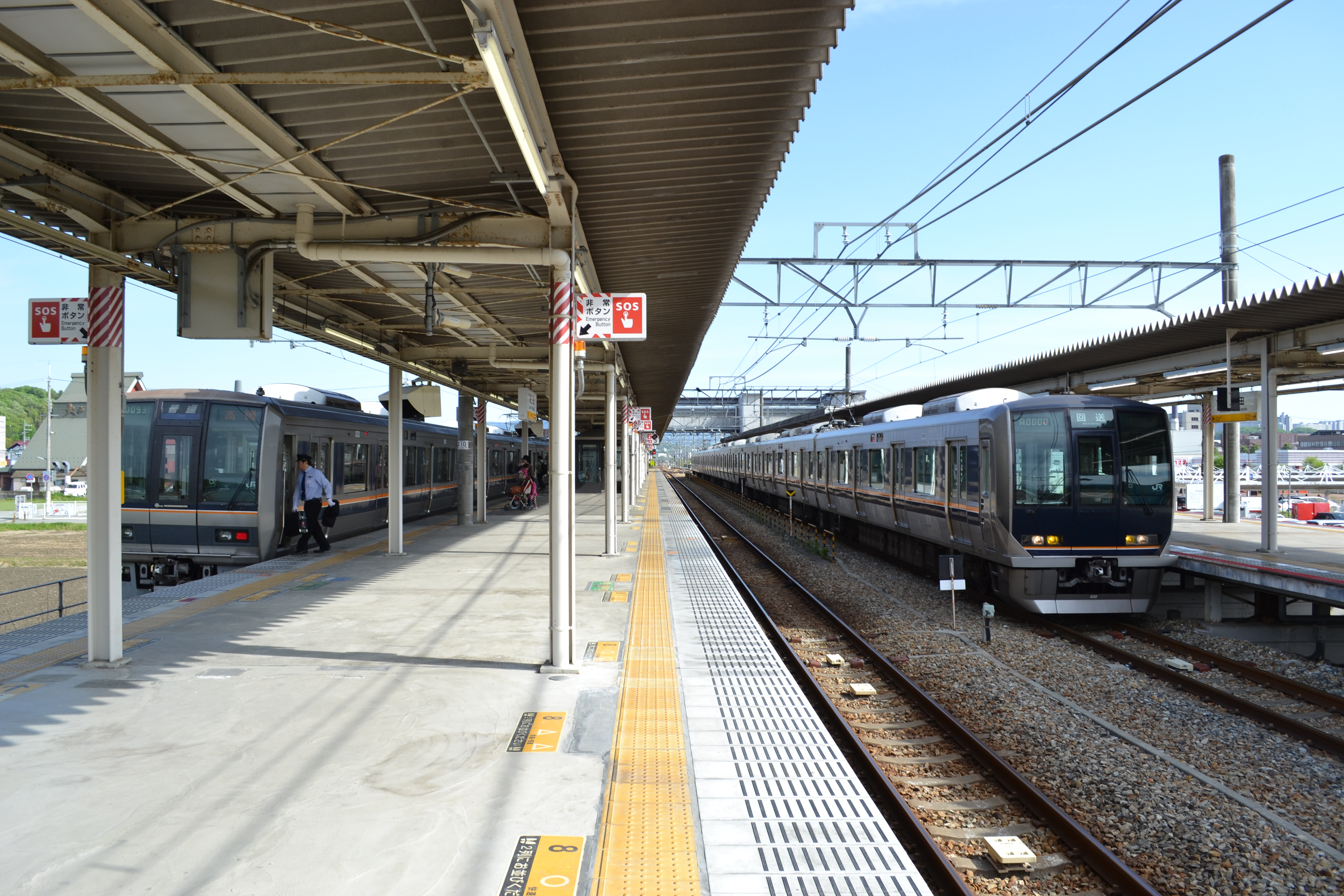
Serie 207 à gauche, 321 à droite
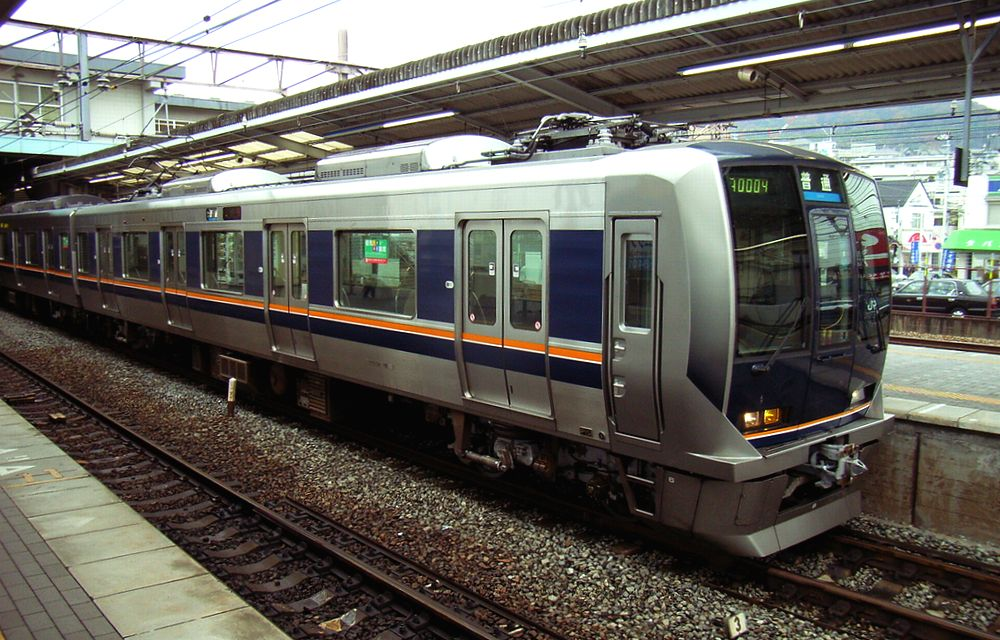
Motrice de tête
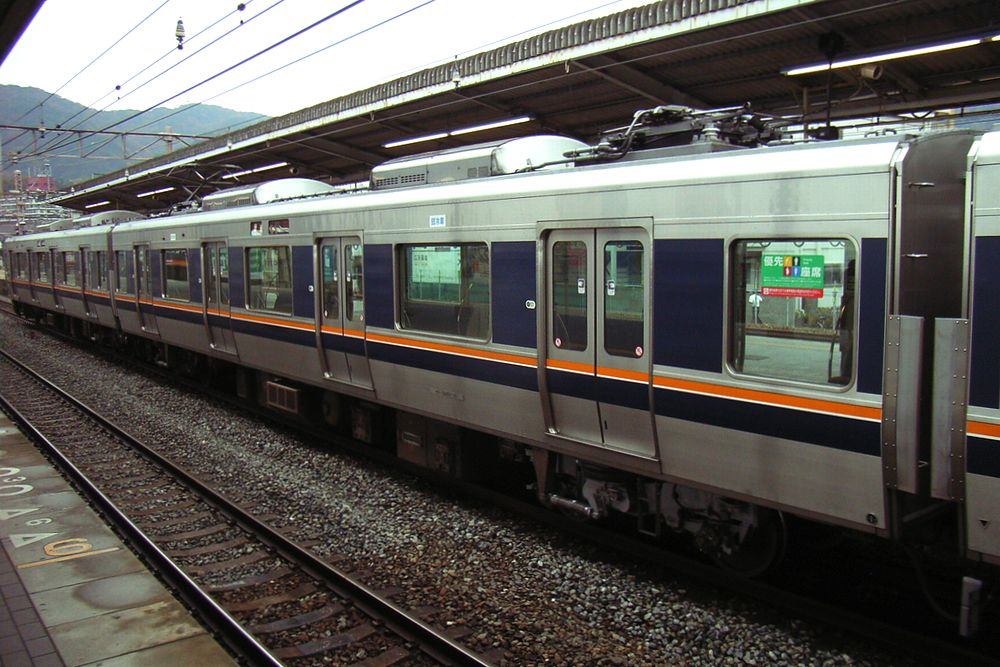
Une des motrices centrales
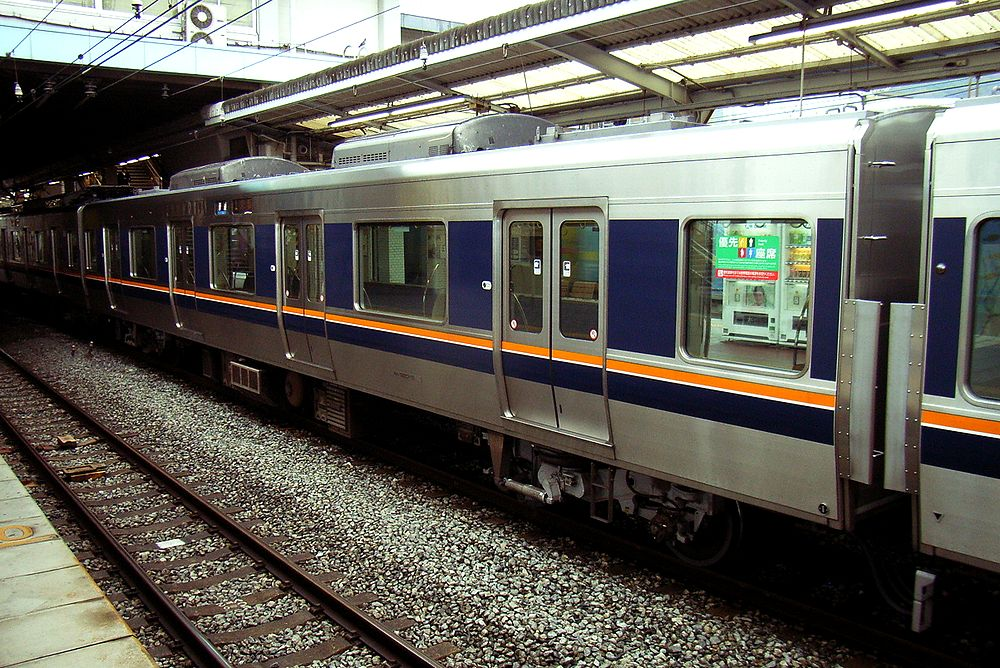
Motrice sans pantographe

### Intérieur

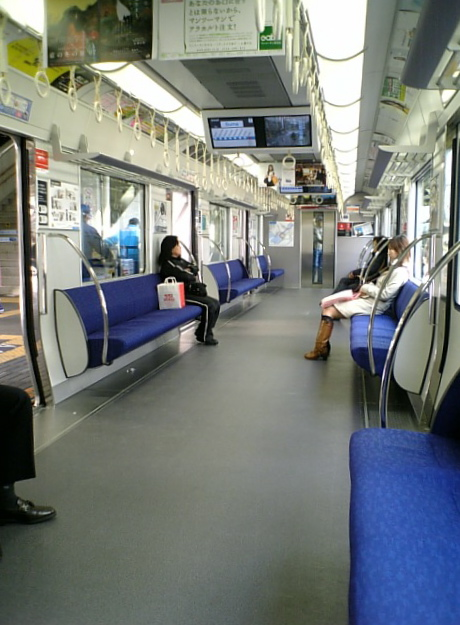
Intérieur rénové
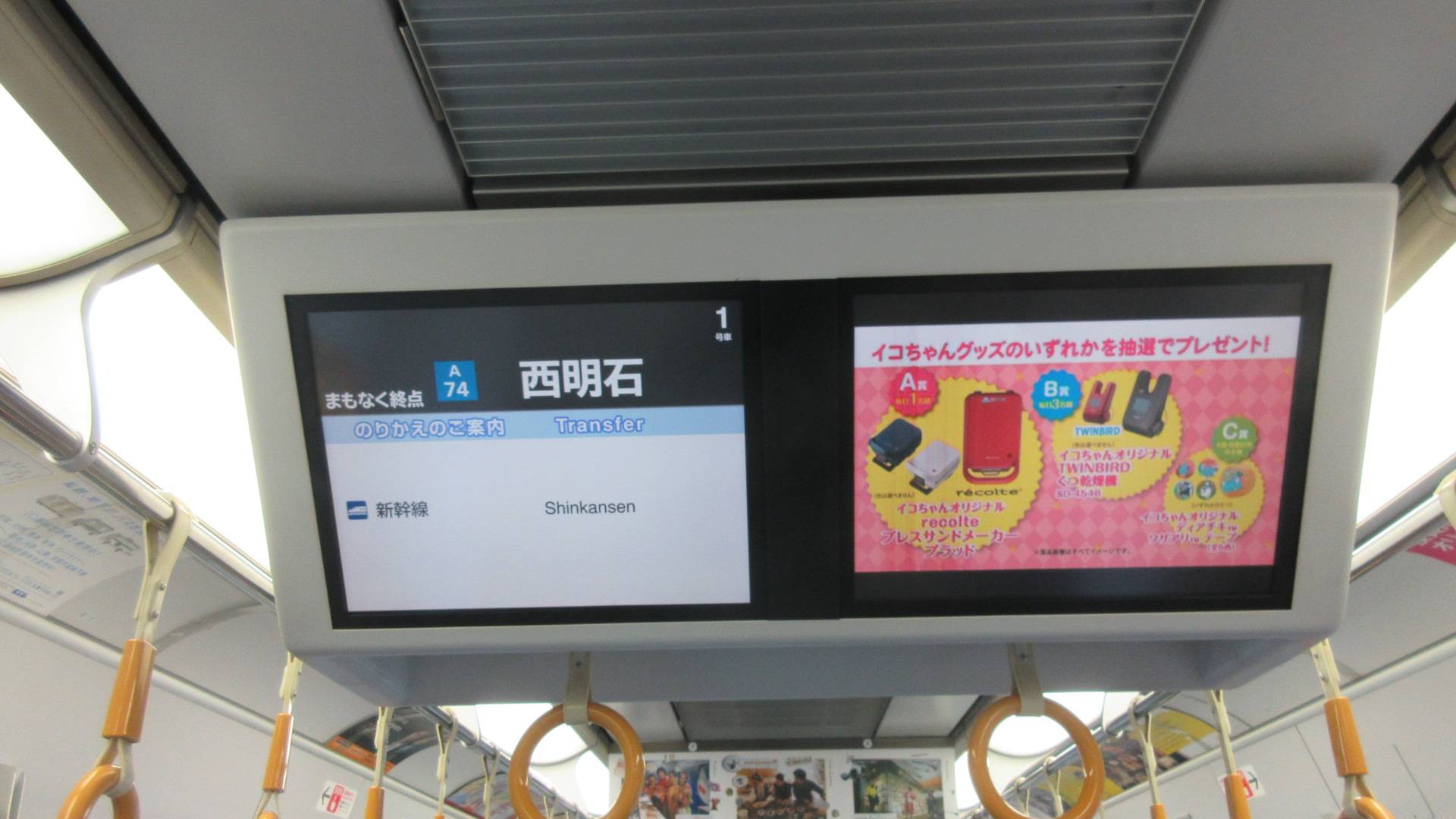
Écran Infos LCD
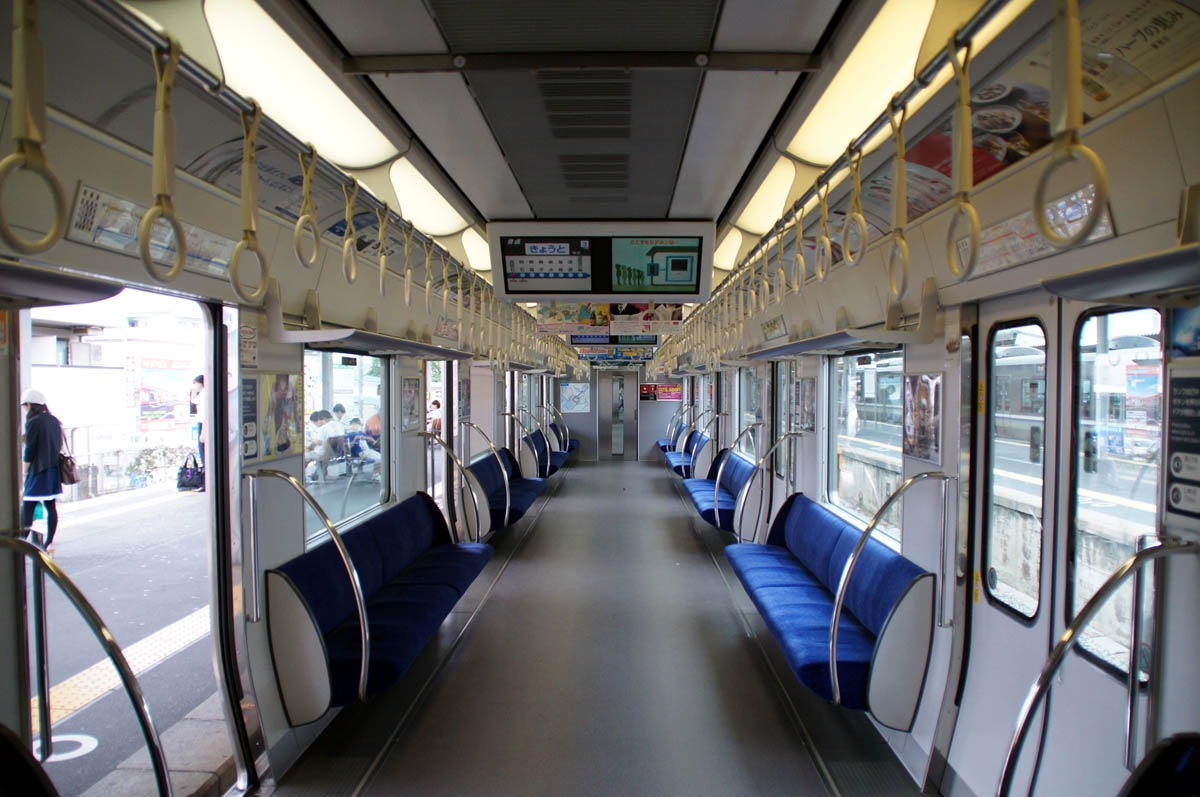
Allée centrale